# Melanesobasis annulata
Melanesobasis annulata är en trollsländeart som först beskrevs av Brauer 1869.  Melanesobasis annulata ingår i släktet Melanesobasis och familjen dammflicksländor. Inga underarter finns listade i Catalogue of Life.